# 薫空挺隊

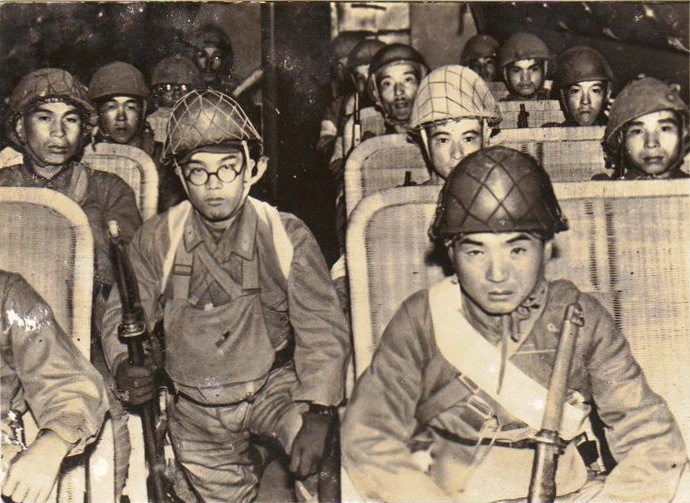
『讀賣ニュース』に「寫眞は還らざる輸送機に搭乗出撃する薫空挺隊の勇士。この神兵の中には臺灣、半島出身の若武者があり、不滅の偉勲を樹てたのである。」と紹介された映像

薫空挺隊（かおるくうていたい）とは、レイテ島の戦いにおいて、1944年11月26日にフィリピンレイテ島のアメリカ軍占領下の飛行場への強行着陸と破壊を目標とした義号作戦に用いられた大日本帝国陸軍の空挺部隊である。

## 部隊構成
薫空挺隊は台湾軍遊撃第1中隊の一部で、本来はジャングルでの遊撃戦専門の特殊部隊であった。台湾の高砂族出身者、いわゆる台湾特別志願兵がかなりの割合を占めていた。第1、第2中隊に分かれた総員192名中には兵が152名いたが、これらの兵のうち通信、衛生の特技者を除いては高砂族出身者で構成されていた。当時の在フィリピン日本大使の日記によれば、爆弾を抱えて敵中に突入する訓練も行なっていた部隊とされる。

## 義号作戦

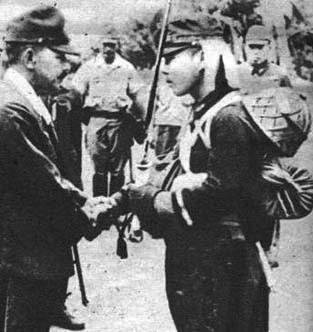
出撃する薫空挺隊員を激励する第4航空軍司令官富永恭次中将

第4航空軍は、艦船に対する特別攻撃のほかに、台湾の高砂族出身者、いわゆる高砂義勇兵や、高千穂空挺部隊（挺進第3・第4連隊）を輸送機により、敵飛行場に降下させる空挺特攻作戦も行った。多号作戦がレイテ島から出撃する連合軍機によって妨害されており、第4航空軍司令官富永恭次中将は爆撃機や戦闘機による飛行場攻撃を繰り返していたが、連合軍機は弱体化するどころか強化される一方であり、航空機による飛行場攻撃に限界を感じて、大本営から派遣されてきた参謀本部作戦課長の服部卓四郎と協議の上、空挺特攻作戦と地上軍の連携により飛行場を徹底的に叩く作戦を立案した。第14方面軍司令官の山下奉文大将は、苦戦中のレイテ島で大規模な攻勢には消極的であったが、地上部隊の補給路を確立するためと熱く説く富永に対して地上軍が応えないわけにもいかず、また、レイテ島の飛行場の破壊は、フィリピンの防衛に有意義だとも考えて、富永の作戦を承認した。
攻撃目標はレイテ島内の飛行場群と決まり、まずは11月26日にブラウエン方面の飛行場の破壊工作に、ジャングルでの遊撃戦専門の特殊部隊として訓練されていた高砂義勇兵を主力とする薫空挺隊が投入されることとなった。地上軍の援護がない中で、輸送機が連合軍飛行場に強行着陸し、空挺特攻隊員が飛行場の破壊工作を行うというこの作戦は、無事に帰還できる望みのない特攻作戦に等しいものであり、作戦を主導してきた富永はわざわざ薫空挺隊が出撃予定のリパ飛行場を訪れて隊長の中重夫中尉以下40名を激励している。富永は「諸君と会ったことを誇りに思う」と言いながら、隊員ひとりひとりと固い握手を交わしたのち「ただいま信頼する諸君らの顔を見て軍司令官は感慨無量である。諸君を見てこの壮挙の成功疑いなきを信ずる」と訓示で檄を飛ばしたが、「攻撃は定められた日に必ずやらねばならぬことはない。天候その他の状況により、自由な立場から判断して実施せよ」と臨機応変な作戦行動をとって構わないので、無駄死にをすることはなく、なるべく生き延びて1機でも多くの敵機を破壊してほしいという指示も行っている。この富永の指示は送り出す第4航空軍司令部全員の祈りでもあった。しかし、飛行第208戦隊の零式輸送機4機に分乗して出撃した薫空挺隊は、1機も連合軍の飛行場に到達することはできず、4機のうち1機は故障で日本軍勢力下のバレンシア飛行場に不時着し、空挺隊員は第26師団に合流、残り3機の消息は不明で最初の空挺特攻作戦は失敗に終わった。
2回目の作戦はより大規模となり、ブラウエン北飛行場に204名、ブラウエン南飛行場に72名、サンパブロ飛行場に36名、ドラッグ飛行場に104名、タクロバン飛行場に44名の合計450名の空挺隊員を空挺降下させるか、輸送機が飛行場まで空挺隊員を輸送し胴体着陸して、降下した空挺特攻隊員が飛行場を制圧して地上航空機を撃破し、のちに地上部隊が進撃してきて、空挺特攻隊が制圧した飛行場を占領する計画であった。第4航空軍による空挺作戦が｢テ号作戦｣、それに呼応する第14方面軍の地上作戦が｢和号作戦｣と名付けられた。富永は｢テ号作戦｣に残存戦力の全力投入を決め、一式戦闘機｢隼｣30機に護衛された一〇〇式輸送機30機、九七式重爆撃機17機、その他の機体も含めると100機もの大編隊がレイテ島の各飛行場に向けて出撃した。そして、輸送機に搭乗している空挺隊員は一〇〇式機関短銃を装備しているなど、日本軍としてはかなりの重装備の精鋭部隊であった。
12月6日に｢テ号作戦｣は決行され、各飛行場への空挺降下や強行着陸がはかられた。激しい対空砲火で次々と輸送機が撃墜され、うち、ドラッグとタクロバンに突入した14機は全機未帰還となっている。偵察機による報告では両飛行場への突入は成功したとのことであったが、アメリカ軍の記録では、タクロバンでは2機の日本軍輸送機が強行着陸をはかったが、1機が撃墜され、もう1機は着陸直前に地上に激突した。地上に激突した日本軍輸送機（一〇〇式重爆撃機）に搭乗していた8名の空挺隊員と3名の搭乗員は全員戦死したが、輸送機激突で生じた火災が滑走路上のアメリカ軍機に引火し、6機が爆発炎上し5機が損傷した。ドラッグ近辺では第8軍司令官のロバート・アイケルバーガー中将が、小雨のなかポンチョを着て野外で上映されている映画を見ていたときに、敵味方不明の輸送機がその上空を旋回し出した。アイケルバーガーらが訝しがって空を見上げていると、その後に飛んできたアメリカ軍戦闘機に追い払われ、その機が敵機であったことをアイケルバーガーらは初めて認識し肝を冷やしたが、このように富永立案の奇襲は成功し、レイテ島攻略部隊の連合軍最高指揮官があわや戦死という状況にまで至らさせていた。ドラッグ飛行場では第11空挺師団の師団長ジョセフ・スウィング少将が下着姿でくつろいでいたが、そこに1機の日本軍輸送機が強行着陸したちまち激戦が始まった。日本軍の空挺兵は混乱を増長させるため、ベルをならしたり笛や口笛を吹いたりと大きい音を出したが、アメリカ軍は戦闘員の他に庶務係や炊事兵まで戦闘に参加して、多くの死傷者を出しながらも降下してきた日本軍空挺部隊を殲滅した。
次いで、ブラウエン北飛行場、ブラウエン南飛行場、サンパブロ飛行場に合計26機の輸送機が突入したが、降下に成功したのはブラウエン北飛行場とサンパブロ飛行場であった。突入した輸送機のうち20機は生還できたが、全機が激しい対空砲火で多数被弾していた。ブラウエン北飛行場付近に降下した第3挺進連隊白井連隊長率いる60名の部隊が飛行場に突入すると、駐留していたアメリカ軍兵士は混乱して武器を置いたまま逃走したので、空挺部隊は指揮所を占領して、飛行場設備を破壊し、アメリカ軍の兵器多数を鹵獲した。サンパブロ飛行場にはパイロットを含めて34名のアメリカ兵がいたが、飛行場の裏手の森林地帯に降下した空挺隊員は、手持ちの小火器で激しく抵抗してきたアメリカ兵を巧みな戦闘で圧倒、アメリカ兵は戦死者を残して飛行場から退却したが、生き残っていたのはわずか12名であった。日本軍はアメリカ軍の抵抗を制して両飛行場を占領し、飛行場設備と、C-45 エクスペディター1機、L-5 センチネル5機、その他14機の航空機を地上で撃破した。戦果はただちに富永に無電で報告された。自らが主導した作戦は成功したが、各基地に最低100機の航空機があると見積もっていたので、予想外の少ない戦果に富永は不満を抱いている。実は、ブラウエンの飛行場群は平年より多いレイテ島の雨で泥濘となり、使用しにくかったため、実質放棄されて、比較的地盤が安定している海岸付近に新しい飛行場の建設が進んでおり、連合軍は、ブラウエン方面には殆ど作戦機を置いていなかった。日本軍はこのことに気がつかず、実効の少ない作戦を強行した形となった。それでも空挺部隊は戦車を伴って逆襲してきたアメリカ軍第11空挺師団と激しく戦い、数日間に渡って両飛行場を確保するという目覚ましい戦績を残すが、第14方面軍の｢和号作戦｣はこの直後に開始された連合軍によるオルモック湾への上陸作戦で中止を余儀なくされ、空挺作戦は一定の成果はあったものの失敗に終わった。この空挺作戦で九死に一生を得たアイケルバーガーは戦後も長い間、このときの体験を鮮明に記憶しており、｢作戦は軍事的重要性は持たなかったが、しかし、よりよい幸運に恵まれていたら、あの攻撃は軍事的重要性を持ったかもしれなかった｣と富永の作戦を評している。

## 薫空挺隊を描いた作品
- 台湾のヘヴィメタルバンド、ソニックのTakasago Army（2011年発表）の収録曲、「Kaoru」（薫空）は薫空挺隊についての曲である。